# Cirey-sur-Vezouze
Cirey-sur-Vezouze är en kommun i departementet Meurthe-et-Moselle i regionen Grand Est (tidigare regionen Lorraine) i nordöstra Frankrike. Kommunen ligger i kantonen Cirey-sur-Vezouze som tillhör arrondissementet Lunéville. År 2022 hade Cirey-sur-Vezouze 1 579 invånare.

## Befolkningsutveckling
Antalet invånare i kommunen Cirey-sur-Vezouze
| Referens: INSEE |